# CARTOON CARTOONS
CARTOON CARTOONS（カートゥーン カートゥーンズ）とは、カートゥーン ネットワークで1990年代後半から2000年代にかけて制作されたオリジナル作品の総称である。

## 概要
CARTOON CARTOONSブランドは1997年に制作された『デクスターズラボ』を皮切りに誕生した。1998年以降は1995年に誕生した若手クリエイターの発掘番組『ホワット・ア・カートゥーン!』向けに制作された短編作品をベースにした作品も多く登場した。特に1998年にスタートし、現在もカートゥーン ネットワークの金字塔となっている『パワーパフガールズ』はその一例である。1997年11月には週末に2日かけてこのブランドの作品を連続放送する不定期スペシャル枠「カートゥーン カートゥーン ウィークエンド」が、1999年7月にはそのカートゥーン カートゥーン ウィークエンドをベースに毎週金曜日の19時から23時に放送のレギュラー枠化した「カートゥーンカートゥーンフライデイ」が誕生。この両枠はCARTOON CARTOONS作品に登場するキャラクターが司会を務めるという形式がとられた。2001年には同ブランドの新作エピソードを放映する「The CARTOON CARTOON Show」、2002年には投票によって選ばれた人気ベスト5エピソードを発表する「The CARTOON CARTOON Top 5」を新設した。2000年と2001年にはBig Pick Weekendという新作カートゥーン10本の中から全米視聴者投票で次のカートゥーンシリーズとなる作品を選出する企画番組を実施、その番組で優勝した作品がそれぞれ『ビリー&マンディ』と『KND ハチャメチャ大作戦』としてシリーズ化した。その後も同局の看板番組となる作品を次々と生み出したが、2003年、カートゥーンカートゥーンフライデイの廃枠と「Summer Fridays」（同年9月に「Cartoon Network's Fridays」へ改称、10月に実写によるバンパーを交えた編成にリニューアルの上、2007年に廃枠）の新設に伴い、CARTOON CARTOONSブランドも廃止となった。カートゥーンカートゥーンフライデイの終了後もThe CARTOON CARTOON Top 5は単に「Top 5」と改称、The CARTOON CARTOON Showは2年間の休止を経て2005年に再開の上、どちらも非CARTOON CARTOONSブランドの作品も放送するようになった（どちらも2008年に廃枠）。2021年4月15日、カートゥーン ネットワークはCARTOON CARTOONSのショーツプログラムの新しいイテレーションを発表した。2021年11月24日、新しいCARTOON CARTOONSのショーツが制作を完了した。2022年6月7日、多くのCARTOON CARTOONSが制作を完了した。

## 作品一覧
- デクスターズラボ（共同制作：ハンナ・バーベラ・プロダクション / 1996年 - 1998年、2001年 - 2003年）
- ジョニー・ブラボー（共同制作：ハンナ・バーベラ・プロダクション / 1997年 - 2004年）
- カウ&チキン（共同制作：ハンナ・バーベラ・プロダクション / 1997年 - 1999年）
  - I am ウィーゼル（英語版） （共同制作：ハンナ・バーベラ・プロダクション / 1997年 - 2000年）※元々は『カウ&チキン』に内包されて放送されていたが、1999年に独立
- パワーパフガールズ（共同制作：ハンナ・バーベラ・プロダクション / 1998年 - 2005年）
- エド エッド エディ（共同制作：a.k.a. Cartoon（英語版） / 1998年 - 2008年）
- Mike, Lu & Og（英語版）（共同制作 : Kinofilm Studios（英語版） / 1999年 - 2001年）
- おくびょうなカーレッジくん（共同制作：Stretch Films（英語版） / 1999年 - 2002年）
- Sheep in the Big City（英語版）（共同制作 : Curious Pictures（英語版） / 2000年 - 2002年）
- Time Squad（英語版）（2001年 - 2003年）
- ビリー&マンディ（2001年 - 2008年）
  - 邪悪なコンカルネ（2001年 - 2004年）※元々は『ビリー&マンディ』に内包されて放送されていたが、2003年に独立
- Whatever Happened to... Robot Jones?（英語版）（2002年 - 2003年）
- KND ハチャメチャ大作戦（共同制作：Curious Pictures / 2002年 - 2008年）

以下の作品は厳密にはCARTOON CARTOONSには非加盟であるが、カートゥーンカートゥーンフライデイやその後継枠で初公開された、あるいはThe CARTOON CARTOON ShowやThe CARTOON CARTOON Top 5など派生枠などで放送されたことがある作品（一部、非カートゥーン ネットワークオリジナル作品も含まれる）
- サムライジャック（共同制作：ウィリアムズストリート（シーズン5のみ） / 2001年 - 2004年、2017年）
- ホワッツ・ニュー、スクービー・ドゥー?（英語版）（制作 : ワーナー・ブラザース・アニメーション / 2002年 - 2005年）※スクービー・ドゥーシリーズの一作
- ダック・ドジャース（制作：ワーナー・ブラザース・アニメーション / 2003年 - 2005年）※ルーニー・テューンズのスピンオフ作品
- Megas XLR（共同制作：ティットマウス（英語版） / 2004年 - 2005年）
- フォスターズ・ホーム（2004年 - 2008年）
- ハイ!ハイ! パフィー・アミユミ（共同制作：レネゲード・アニメーション（英語版） / 2004年 - 2006年）
- The Life and Times of Juniper Lee（英語版）（2005年 - 2007年）
- キャンプ・ラズロ（2005年 - 2008年）
- クラスメイトはモンキー（2005年 - 2008年）
- ベン10（2005年 - 2008年）
- Squirrel Boy（英語版）（2006年 - 2007年）
- クラス・オブ・ミュージック!（共同制作：トム・リンチ・カンパニー、モクシー・タートル / 2006年 - 2008年）